# Любижда
Любижда (на албански: Lubizhdë, на сръбски: Љубижда) е село в община Призрен, Призренски окръг, Косово.

## География
Селото е разположено североизточно от Призрен, в областта Подгор.

## История
Църквата „Свети Никола“ е от XVI век. Изписана е в 1867 година от Васил Гиновски.
В етнографската карта на Афанасий Селишчев към „Полог и его болгарское население“ (1929) Любижда е отбелязана като българо-албанско селище.